# ヒュー・エドウィン・ストリックランド

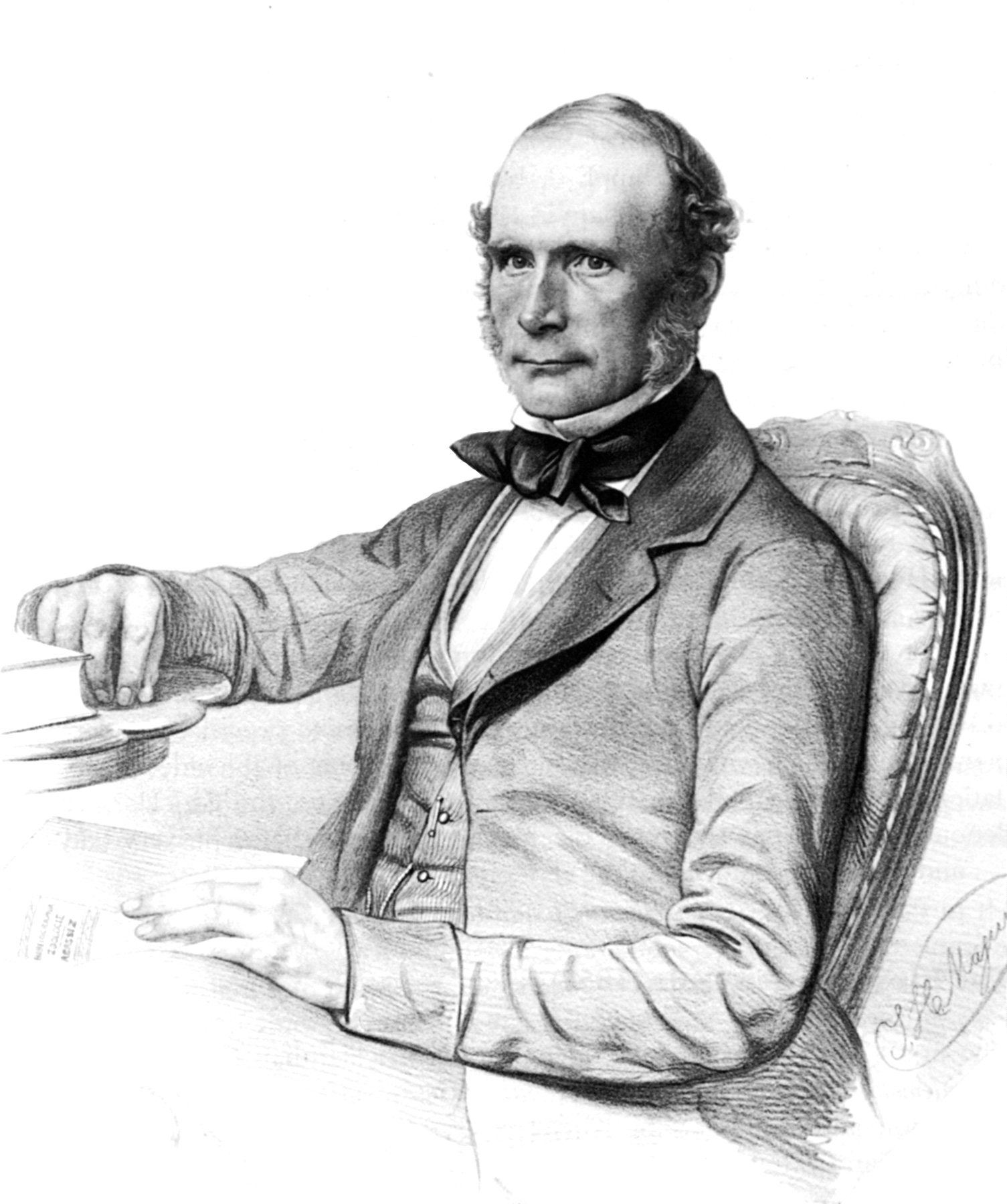
ヒュー・エドウィン・ストリックランド

ヒュー・エドウィン・ストリックランド（Hugh Edwin Strickland、1811年3月2日 - 1853年9月14日）はイギリスの地質学者、鳥類学者である。

## 略歴
ノース・ヨークシャーのレイトン（Reighton）に生まれた。母方の祖父のエドモンド・カートライトは、自動織機の開発で有名な人物である。1829年からオクスフォード大学のオリオル・カレッジで学んだ。ジョン・キッドの解剖学の講義や、ウィリアム・バックランドの地質学の講義を受けた。1831年にB.A.、1832年に M.A.の学位を得た。
1836年にテュークスベリー（Tewkesbury）近くの屋敷に移り、イブシャム（Evesham）の地質の研究を行い、ロンドン地質学会に論文を提出した。地質学者のロデリック・マーチソンにウィリアム・ジョン・ハミルトンを紹介され、1835年にハミルトンとレバント地方の地質学調査を行い、ボスポラス海峡のトラキア側やザキントス島なども訪れた。後にこの旅行の成果を"Researches in Asia Minor, Pontus and Armenia (1842)として"発表した。その後ウスターやウォーリックの地層の化石などを研究し、1840年にマーチソンと"On the Upper Formations of the New Red Sandstone System in Gloucestershire, Worcestershire and Warwickshire"を発表した。
鳥類学の分野でもロンドン動物学会の雑誌などに論文を発表し、生物名の命名規則などについても先駆的な意見を主張した。
1845年に博物学者として知られる、アップルガースの第7代準男爵、ウィリアム・ジャーディン（William Jardine）の娘、キャサリーン（Catherine Dorcas Maule Jardine）と結婚し、キャサリーンは父親の編集した著書『鳥類学図譜』（"Illustrations to Ornithology"）にCDMSのイニシャルで図を描いた 。
1844年に科学の分野の出版を推進するレイ協会（Ray Society）の創立メンバーの1人であり、いくつかの書籍の出版に貢献した。
1850年から病気のバックランドのかわりにオクスフォード大学の地質学の講師（deputy reader）を務めた。1852年に王立協会のフェローに選ばれた。翌年鉄道事故で死亡した。
6000種を超えるストリックランドの鳥類標本は1867年にケンブリッジ大学に納められた。いくつか新種の鳥類を記載し、キツツキ科の鳥類の種（Leuconotopicus stricklandi:英名 Strickland's woodpecker）などに献名されている。